# Holomelina
Holomelina is een geslacht van vlinders van de familie spinneruilen (Erebidae).

## Soorten
- H. arbela Druce, 1889
- H. aurantiaca Hübner, 1831
- H. cetes Druce, 1897
- H. costata Stretch, 1885
- H. cyana Dognin, 1909
- H. disparilis Grote, 1866
- H. erytrina Beutelspacher, 1991
- H. esula Druce, 1889
- H. ferruginosa Walker, 1854
- H. flava Barnes & Benjamin, 1925
- H. fragilis Strecker, 1878
- H. heros Grote, 1866
- H. immaculata Reakirt, 1864
- H. laeta Guérin-Meneville, 1832
- H. lamae Freeman, 1941
- H. latus Grote, 1866
- H. loti Beutelspacher, 1991
- H. lunulata Herrich-Schäffer, 1855
- H. mathani Rothschild, 1910
- H. metazonata Hampson, 1901

- H. mirma Druce, 1897
- H. nigricans Reakirt, 1864
- H. opella Grote, 1863
- H. ostenta Edwards, 1881
- H. pallicornis Grote, 1867
- H. pamphylia Druce, 1889
- H. polyphron Druce, 1894
- H. pomponia Druce, 1889
- H. rogersi Druce, 1885
- H. rubicundaria Hübner, 1831
- H. semirosea Druce, 1889
- H. tenuicincta Hampson, 1901
- H. trigonifera Schaus, 1901